# Suszkowszczina
Suszkowszczina (ros. Сушковщина) – wieś (ros. деревня, trb. dieriewnia) w zachodniej Rosji, w osiedlu wiejskim Pionierskoje rejonu smoleńskiego w obwodzie smoleńskim.

## Geografia
Miejscowość położona jest nad rzeką Moszna, przy drodze regionalnej 66K-22 (Szczeczenki – Monastyrszczina), 9 km od drogi federalnej R135 (Smoleńsk – Krasnyj – Gusino), 13 km od drogi federalnej R120 (Orzeł – Briańsk – Smoleńsk – Witebsk), 28 km od drogi magistralnej M1 «Białoruś», 12 km od centrum administracyjnego osiedla wiejskiego (Sanniki), 16 km od Smoleńska, 15,5 km od najbliższego przystanku kolejowego (Dacznaja II).
W granicach miejscowości znajduje się ulica Riecznaja.

## Demografia
W 2010 r. miejscowość zamieszkiwało 16 osób.